# Abdeladim Khadrouf
Abdeladim Khadrouf (arab. عبد العظيم خضروف ur. 3 stycznia 1985 w Mohammedii) – marokański piłkarz grający na pozycji napastnika i pomocnika w MAS Fez. Reprezentant kraju.

## Kariera

### Kariera klubowa
Abdeladim Khadrouf swoją przygodę z piłką rozpoczął w Kawkabie Marrakesz w sezonie 2003/2004. 1 lipca 2007 roku został zawodnikiem Unionu Mohammédia. 31 grudnia 2009 roku podpisał kontrakt z Moghrebem Tètouan. Zadebiutował tam jednak dopiero 26 sierpnia 2011 roku w meczu przeciwko FUS Rabat, który zakończył się bezbramkowym remisem. Pierwszą bramkę w tym zespole strzelił już w kolejnym meczu; jego zespół zagrał przeciwko Olympique Khouribga, jego drużyna wygrała 1:3. Łącznie w tym zespole rozegrał 111 meczów, strzelił 14 bramek i zanotował 11 asyst. Z tym klubem w sezonach 2011/2012 i 2013/2014 został mistrzem kraju i w 2015 roku uczestniczył na Klubowych Mistrzostwach Świata. 1 lipca 2016 roku przeniósł się do Wydadu Casablanca. Zadebiutował tam 27 lipca 2016 roku w meczu pucharu CAF przeciwko Al-Ahly Kair, przegranym 0:1. Pierwszą bramkę strzelił już w następnym meczu przeciwko ASEC Mimosas, wygranym 2:1. Łącznie w barwach tego klubu rozegrał 49 meczów (2 na Klubowych Mistrzostwach Świata), strzelił 5 goli i zanotował 4 asysty. Z tym zespołem zdobył mistrzostwo kraju w sezonie 2016/2017, w tym samym sezonie triumfował w CAF Champions League. 24 stycznia 2018 roku przeniósł się do Raji Casablanca. Zadebiutował tam 10 lutego 2018 roku w starciu przeciwko Wydadowi Casablanca, wygranym 1:2, zaś bramkę strzelił 8 dni później, w meczu przegranym 2:1 przeciwko FAR Rabat. Łącznie w tym klubie zagrał w 15 spotkaniach, strzelił jedną bramkę i tyle samo asyst. Podczas pobytu w drużynie zdobył także CAF Confederation Cup. Od 12 lipca 2018 roku do 21 września roku tego samego pozostawał bez klubu, wtedy został zawodnikiem Chabab Rif Al Hoceima. Debiut zaliczył 23 września 2018 roku w meczu przeciwko Olympikowi Khouribga, nawet strzelił gola, ale jego drużyna przegrała 2:1. Łącznie w tym zespole rozegrał 20 meczów i strzelił 5 bramek. 30 sierpnia 2019 przeszedł do MAS Fez. Zadebiutował tam 8 grudnia w meczu przeciwko Renaissance de Berkane, zakończonym remisem 1:1. Do 7 kwietnia 2021 roku rozegrał 3 mecze i zaliczył jedną asystę.

### Kariera reprezentacyjna
Abdeladim Khadrouf w ojczystej reprezentacji rozegrał 12 meczów (9 pod egidą FIFA) i strzelił 3 gole (2 w meczach pod egidą FIFA).